# هيروشي كاواموتو
هيروشي كاواموتو (باليابانية: 川元 洋志) (مواليد 4 نوفمبر 1977)، هو لاعب كرة قدم سابق كان يلعب كمدافع.